# 스틸리 댄
스틸리 댄(Steely Dan)은 미국의 록, 재즈 퓨전 밴드로 1972년 핵심 멤버인 월터 베커(Walter Becker, 기타, 베이스, 백보컬)와 도널드 페이건(Donald Fagen, 키보드, 리드 보컬)이 결성했다. 록, 재즈, 라틴음악, 레게, 전통 팝, 알앤비, 블루스 등을 혼합한 음악에 정교한 스튜디오 작업, 그리고 수수께끼 같고 반어적 느낌의 가사로 이들은 1970년대 초에 상업적 성공을 거두었고 1981년 해체할 때까지 그 인기를 누렸다. 처음에는 핵심 멤버들로 밴드가 구성되어 있었는데 1974년 벡커와 페이건이 더 이상 공연을 하지 않게 되면서 스튜디오 밴드가 되었고 세션 뮤지션들과 녹음 작업을 했다. 롤링 스톤은 그들을 "70년대 음악의 반(反)영웅의 완벽한 전형"이라고 칭했다.
1981년 밴드가 해체된 이후에도 열성팬들의 지속적인 추종에도 불구하고 벡커와 페이건은 이후 거의 십년 동안 별 활동을 하지 않았다. 1993년 재결합한 스틸리 댄은 꾸준히 투어 공연을 벌이면서 새로운 곡들로 두 개의 앨범을 냈는데 그 중에서 먼저 나왔던 《Two Against Nature》로 그래미 어워드의  이 해의 앨범상을 받았다. 이들은 전세계적으로 4천만장 이상의 앨범을 판매했고 2001년 3월에 록앤롤 명예의 전당에 헌액되었다. VH1은 스틸리 댄을 역대 가장 위대한 뮤지션 100 리스트에서 82위에 선정하기도 했다. 창단 멤버였던 월터 벡커가 2017년 9월 3일 사망하면서 현재 페이건만이 공식 멤버로 남아 있다.

## 음반 목록

### 정규
- 《Can't Buy a Thrill》 (1972)
- 《Countdown to Ecstasy》 (1973)
- 《Pretzel Logic》 (1974)
- 《Katy Lied》 (1975)
- 《The Royal Scam》 (1976)
- 《Aja》(1977)
- 《Gaucho》 (1980)
- 《Two Against Nature》 (2000)
- 《Everything Must Go》 (2003)